# Magdalena Jetelová

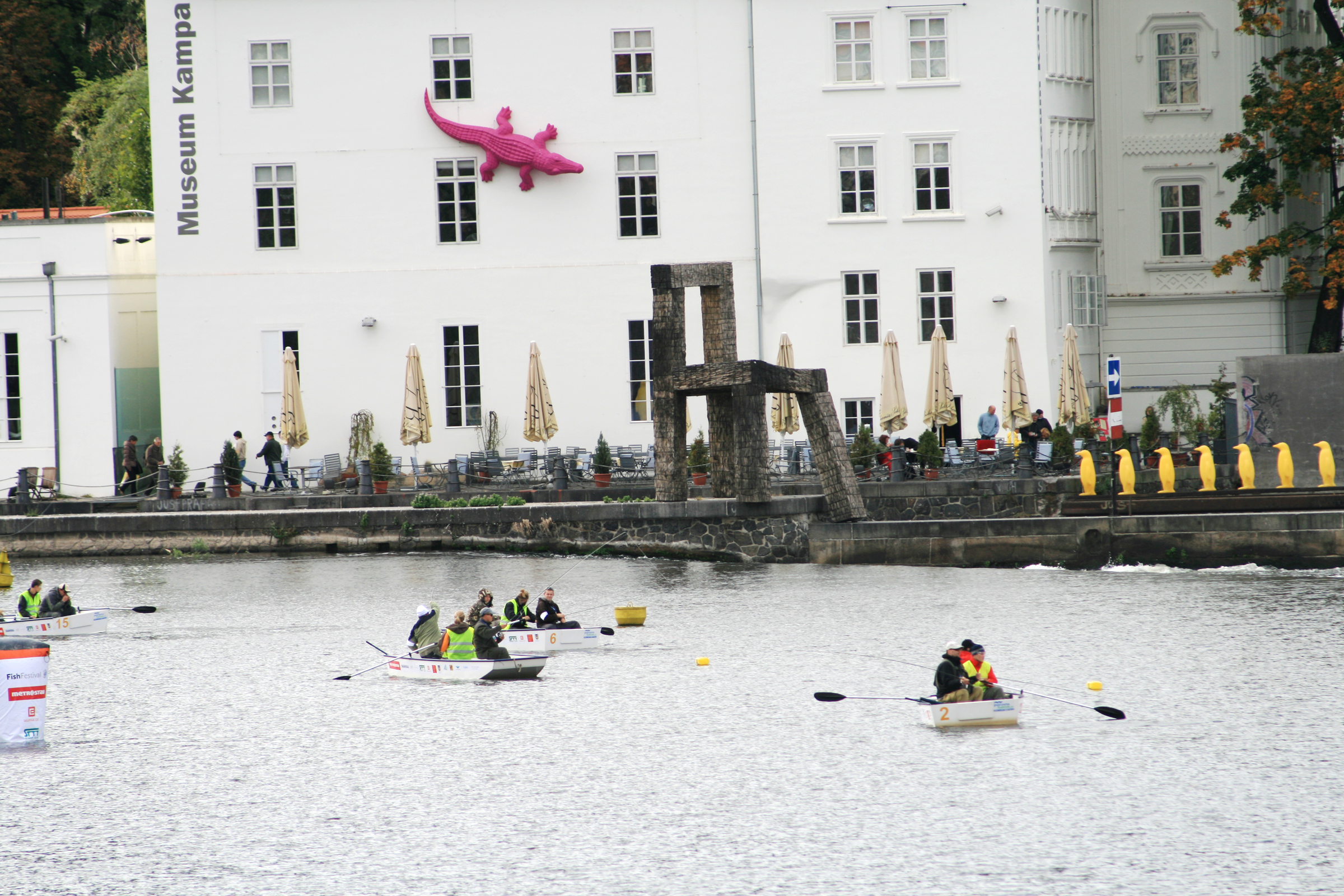
Museum Kampa, Praag met op de voorgrond in de Moldau de sculptuur Židle

Magdalena Jetelová (Semily, 1946) is een Tsjechische beeldhouwer, conceptuele kunstenaar en fotograaf.

## Leven en werk
Jetelová studeerde van 1964 tot 1967 aan de kunstacademie Akademii výtvarných umění v Praze (AVU) in Praag en van 1967 tot 1968 bij onder anderen de beeldhouwer Marino Marini aan de Accademia di Belle Arti di Brera in Milaan. Zij voltooide haar opleiding in 1971 in Praag.
Met een in 1985 verkregen studiebeurs van de stad München vestigde zij zich in Duitsland. Zij werd in 1987 uitgenodigd voor deelname aan documenta 8 in Kassel. In 1988 kreeg zij een gasthoogleraarschap aan de Akademie der Bildenden Künste München en in 1989 doceerde zij aan de Salzburger Sommerakademie. Van 1990 tot 2004 was zij hoogleraar aan de Staatlichen Kunstakademie Düsseldorf. In 1992 volgde haar benoeming tot lid van de Akademie der Künste (Berlin) in Berlijn. Sinds 2004 is zij professor beeldhouwkunst aan de Akademie der Bildenden Künste München en vanaf 2008 gasthoogleraar aan de kunstacademie van Praag.
De kunstenaar woont en werkt voornamelijk in Duitsland.
Jetelová werd vooral bekend door haar grote houtsculpturen van tafels, stoelen of trappen gemaakt van ruwe stammen van eikenhout. Latere werken maakte zij ook van uiteenlopende materialen, zoals onder andere beton en papier.

## Fotogalerij

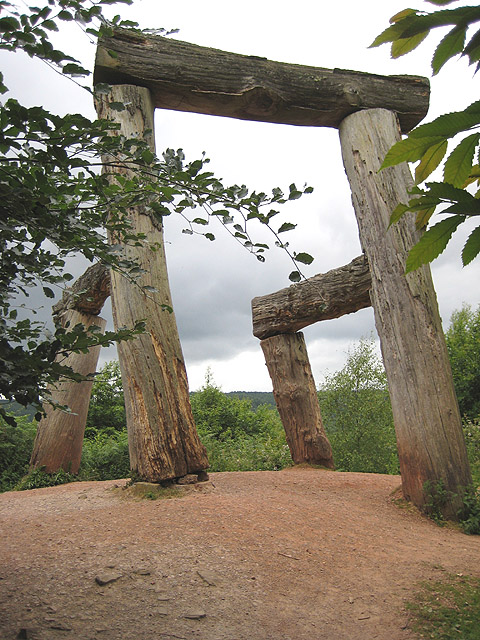
Place (1986), Forest of Dean Sculpture Trail
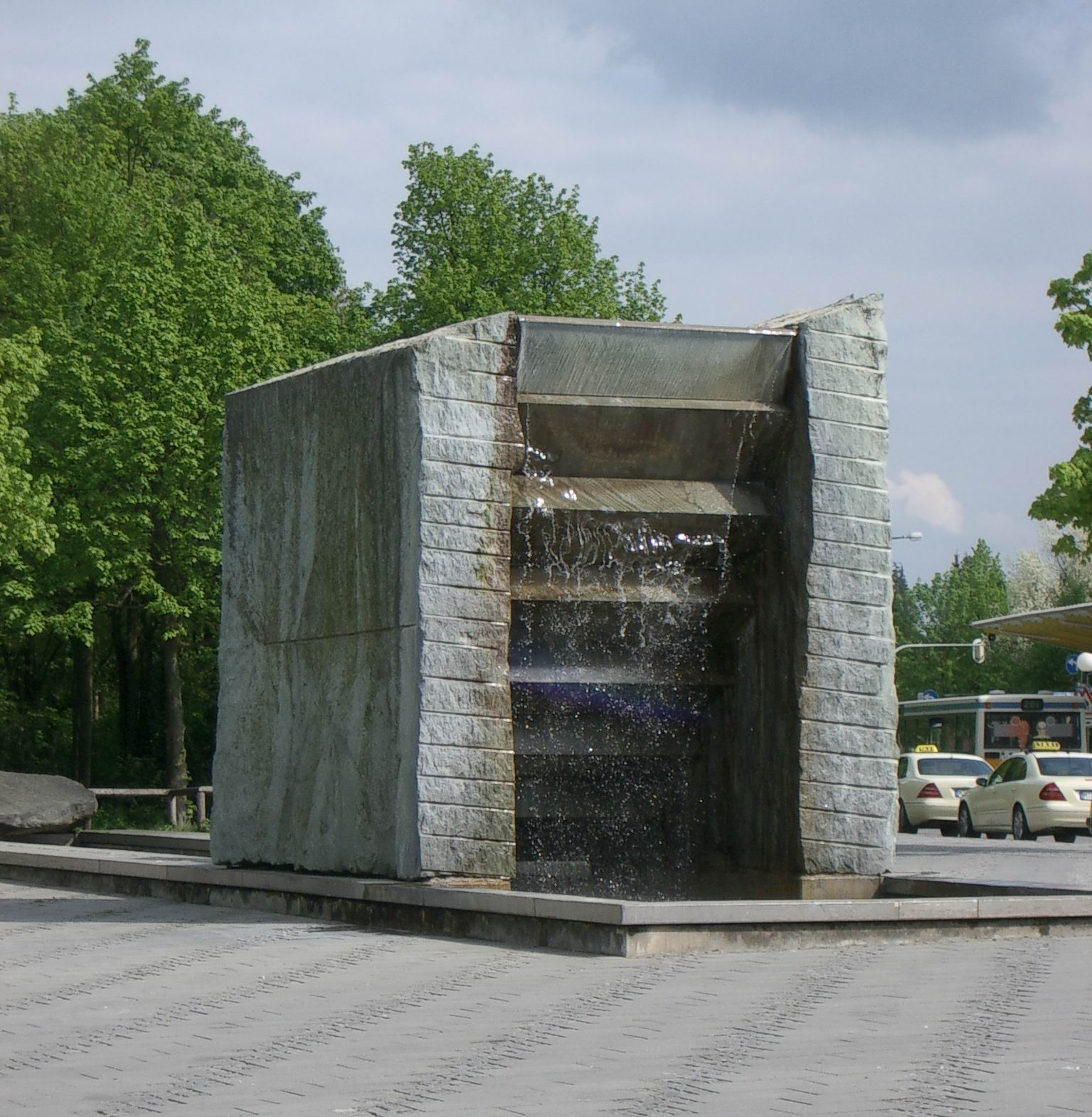
Felsenbrunnen (1992), München
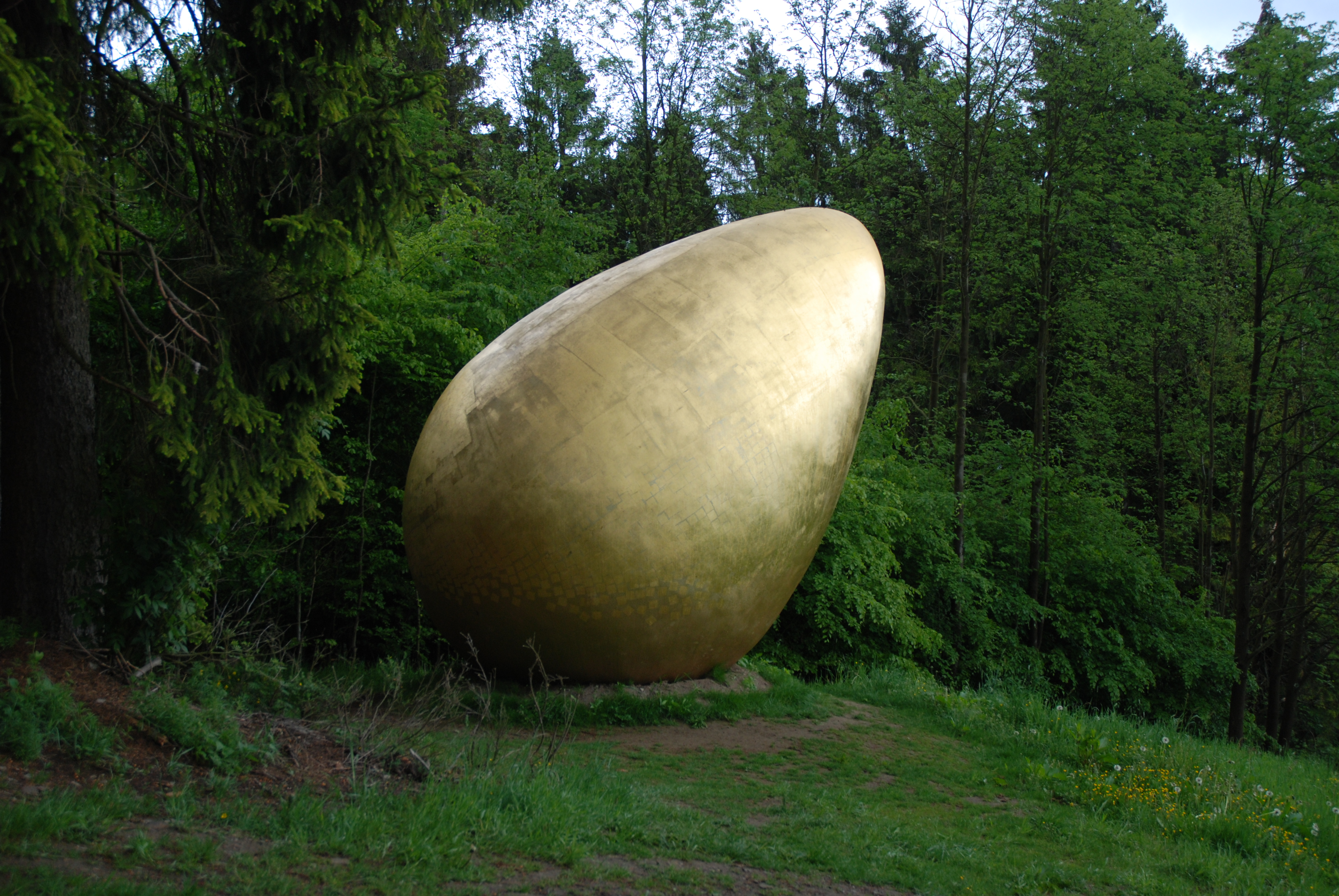
Was war zuerst? (2007), Waldskulpturenweg - Wittgenstein - Sauerland